# 전주지방법원
전주지방법원(全州地方法院)은 전북특별자치도 전 지역을 관할하는 대한민국의 지방법원이다.

## 연혁
- 1895년 3월 25일 대한제국 법률 제1호
- 1985년 5월 10일 대한제국 칙령 제114호
- 1895년 5월 10일 전주재판소 설치
- 1907년 12월 27일 법률 제10호 통감부 설치
- 1908년 1월 1일 광주지방재판소 전주구재판소 설치
- 1912년 3월 20일 조선총독부 총령 제26호
- 1912년 4월 1일 광주지방법원 전주지청 설치
- 1922년 6월 26일 조선총독부 총령 제95호
- 1922년 7월 10일 전주지방법원 설치
- 1946년 12월 26일 미군정청 사법부장 통첩 (사법을) 제258호
- 1947년 1월 1일 전주지방심리원 설치
- 1948년 5월 4일 군정법령 제192호 남조선과도정부
- 1948년 6월 1일 전주지방법원 설치
- 1949년 9월 26일 대한민국 법률 제51호
- 1949년 9월 26일 전주지방법원 설치
- 1994년 7월 27일 법원조직법 법률 제4765호
- 2006년 3월 1일 광주고등법원 전주부 설치
- 2019년 12월 2일 덕진구 사평로 25에서 전주시 덕진구 가인로 33 (만성동 1258-3) 으로 이전

## 조직
- 재판부 - 가사항소부(1), 가사합의부(1), 가사단독(2), 형사항소부(3), 형사합의부(2), 형사재정합의부(1) 형사단독(7), 영장담당(2), 소년단독(1), 민사항소부(2), 민사합의부(2), 행정합의(2), 행정단독(1), 민사단독(9), 민사조정전담(3), 민사항고부(1)
- 사무국 - 총무과, 종합민원실, 민사과, 민사신청과, 형사과, 등기과, 가사과
- 광주고등법원 원외재판부(전주) - 재판부, 사무국과 분실

## 역대 법원장
| 순번 | 이름   | 임기                               |
| ---- | ------ | ---------------------------------- |
| 1대  | 이우식 | 1945년 11월 19일 ~ 1951년 7월 20일 |
| 2대  | 변옥주 | 1951년 7월 21일 ~ 1954년 10월 4일  |
| 3대  | 라항윤 | 1954년 10월 5일 ~ 1956년 7월 23일  |
| 4대  | 김연수 | 1956년 7월 24일 ~ 1957년 9월 9일   |
| 5대  | 문기선 | 1957년 9월 10일 ~ 1959년 1월 19일  |
| 6대  | 김홍섭 | 1959년 1월 20일 ~ 1960년 1월 25일  |
| 7대  | 유재방 | 1960년 1월 26일 ~ 1960년 11월 6일  |
| 8대  | 김용진 | 1960년 11월 7일 ~ 1962년 8월 25일  |
| 9대  | 임항준 | 1962년 8월 26일 ~ 1964년 3월 11일  |
| 10대 | 이일규 | 1964년 3월 12일 ~ 1968년 12월 2일  |
| 11대 | 이재옥 | 1968년 12월 3일 ~ 1969년 8월 31일  |
| 12대 | 김용근 | 1969년 9월 1일 ~ 1971년 9월 19일   |
| 13대 | 이종표 | 1971년 9월 20일 ~ 1973년 4월 1일   |
| 14대 | 김동욱 | 1973년 4월 2일 ~ 1975년 2월 9일    |
| 15대 | 서윤홍 | 1975년 2월 10일 ~ 1975년 9월 30일  |
| 16대 | 문영극 | 1975년 10월 1일 ~ 1977년 1월 3일   |
| 17대 | 전병덕 | 1977년 1월 4일 ~ 1979년 4월 15일   |
| 18대 | 김홍근 | 1979년 4월 16일 ~ 1980년 5월 31일  |
| 19대 | 박정근 | 1980년 6월 1일 ~ 1980년 8월 19일   |
| 20대 | 전병연 | 1980년 8월 20일 ~ 1981년 4월 20일  |
| 21대 | 배석   | 1981년 4월 21일 ~ 1982년 8월 31일  |
| 22대 | 김윤경 | 1982년 9월 1일 ~ 1983년 8월 31일   |
| 23대 | 고정권 | 1983년 9월 1일 ~ 1984년 7월 24일   |
| 24대 | 윤관   | 1984년 7월 25일 ~ 1986년 4월 16일  |
| 25대 | 홍성운 | 1986년 4월 17일 ~ 1988년 7월 19일  |
| 26대 | 이한구 | 1988년 7월 20일 ~ 1991년 3월 10일  |
| 27대 | 김헌무 | 1991년 3월 11일 ~ 1991년 9월 15일  |
| 28대 | 고중석 | 1991년 9월 16일 ~ 1993년 2월 21일  |
| 29대 | 최공웅 | 1993년 2월 22일 ~ 1993년 10월 14일 |
| 30대 | 이임수 | 1993년 10월 15일 ~ 1994년 7월 20일 |
| 31대 | 정용인 | 1994년 7월 21일 ~ 1995년 2월 20일  |
| 32대 | 김종배 | 1995년 2월 21일 ~ 1996년 3월 10일  |
| 33대 | 강철구 | 1996년 3월 11일 ~ 1998년 2월 22일  |
| 34대 | 이보헌 | 1998년 2월 23일 ~1999년 10월 10일  |
| 35대 | 김경일 | 1999년 10월 11일 ~ 2000년 7월 20일 |
| 36대 | 강완구 | 2000년 7월 21일 ~ 2001년 2월 11일  |
| 37대 | 김연태 | 2001년 2월 12일 ~ 2003년 2월 11일  |
| 38대 | 김목민 | 2003년 2월 12일 ~ 2004년 2월 10일  |
| 39대 | 권남혁 | 2004년 2월 11일 ~ 2005년 2월 13일  |
| 40대 | 박국수 | 2005년 2월 14일 ~ 2005년 11월 3일  |
| 41대 | 김관재 | 2005년 11월 4일 ~ 2006년 6월 20일  |
| 42대 | 오세욱 | 2006년 6월 21일 ~ 2008년 2월 12일  |
| 43대 | 정갑주 | 2008년 2월 13일 ~ 2009년 9월 9일   |
| 44대 | 박삼봉 | 2009년 9월 10일 ~ 2010년 8월 10일  |
| 45대 | 고영한 | 2010년 8월 11일 ~ 2011년 11월 1일  |
| 46대 | 김병운 | 2011년 11월 2일 ~ 2013년 2월 13일  |
| 47대 | 방극성 | 2013년 2월 14일 ~ 2014년 2월 12일  |
| 48대 | 박형남 | 2014년 2월 13일 ~ 2016년 2월 10일  |
| 49대 | 장석조 | 2016년 2월 11일 ~ 2018년 2월 12일  |
| 50대 | 한승   | 2018년 2월 13일 ~ 2020년 2월 12일  |
| 51대 | 이재영 | 2020년 2월 13일 ~ 2022년 2월 20일  |
| 52대 | 오재성 | 2022년 2월 21일 ~ 2024년 2월 4일   |
| 53대 | 정재규 | 2024년 2월 5일 ~                   |

## 관할 구역
- 전주지방법원 전북특별자치도 전 지역
- 전주지방법원 관할 각 지원

## 관할 등기소(과)
- 전주지방법원 등기과
- 전주지방법원 군산지원 등기과
- 전주지방법원 정읍지원 등기계
- 전주지방법원 남원지원 등기계
- 익산등기소
- 김제등기소
- 진안등기소
- 무주등기소
- 장수등기소
- 임실등기소
- 순창등기소
- 고창등기소
- 부안등기소

## 각급 법원 소재지
- 전주지방법원(본원): 전북특별자치도 전주시 덕진구 가인로 33 (만성동 1258-3)
  - 김제시법원: 전북특별자치도 김제시 중앙로 239 (신풍동 190-1)
  - 무주군법원: 전북특별자치도 무주군 무주읍 향학로 71 (읍내리 352-5)
  - 임실군법원: 전북특별자치도 임실군 임실읍 줃옹로 62 (이도리 266-5)
  - 진안군법원: 전북특별자치도 진안군 진안읍 우화산길 4 (군하리 81-4)
- 군산지원: 전북특별자치도 군산시 법원로 68 (조촌동 880)
  - 익산시법원: 전북특별자치도 익산시 주현로 55 (주현동 127)
- 남원지원: 전북특별자치도 남원시 용성로 59 (동충동 141)
  - 순창군법원: 전북특별자치도 순창군 순창읍 순창5길 36 (순화리 292)
  - 장수군법원: 전북특별자치도 장수군 장수읍 싸리재로 13 (장수리 454-10)
- 정읍지원: 전북특별자치도 정읍시 수성6로 29 (수성동 990-5)
  - 고창군법원: 전북특별자치도 고창군 고창읍 교촌5길 6 (교촌리 359)
  - 부안군법원: 전북특별자치도 부안군 부안읍 용계길 17 (선은리 301-14)

## 같이 보기
- 대법원
- 전주지방법원 군산지원
- 전주지방법원 남원지원
- 전주지방법원 정읍지원